# Кондуков, Виктор Павлович
Виктор Павлович Кондуков (25 января 1925 — 19 мая 2000) — председатель колхоза «Идея Ильича» Вачского района Горьковской области в 60—80-е годы. Герой Социалистического Труда (1973), единственный за всю историю Вачского района.

## Биография
Родился 25 января 1925 в селе Малахово Сосновского района Нижегородской губернии в семье крестьянина.
Трудовой путь начал в 1940 году рядовым колхозником в колхозе «Заря» Сосновского района.
Окончив курсы световодов, в 1943—1947 годах работал счетоводом на заводе в городе Горький.
В 1947—1950 годах — счетовод и бухгалтер колхозов «Заря», «Знамя», «Колхоз им. Ворошилова», инструктор-бухгалтер в Сосновском райотделе сельского хозяйства.
В 1950—1957 годах — бухгалтер колхоза «Новый путь» Сосновского района. Вступил в КПСС. Заочно окончил Работкинский сельскохозяйственный техникум.
В 1963 году был избран председателем колхоза «Идея Ильича» Вачского района и руководил им 27 лет. За годы его руководства колхоз вышел в число лучших в области, были построены многие сельскохозяйственные объекты, построены 215 благоустроенных квартир, здание средней школы, детский комбинат на 140 мест, проложена асфальтированная дорога, проведён водопровод.
В 1973 году колхоз «Идея Ильича» под руководством В. П. Кондукова в 4 раза перекрыл план по зерну, добившись урожайности 36 центнеров пшеницы с гектара.
Являлся членом исполкома Чулковского сельского Совета народных депутатов, кандидатом в члены бюро Горьковского обкома КПСС.
В 1990 году вышел на пенсию. Жил в простом деревенском доме, на 1991 год владел автомобилем ГАЗ-2410. В его дом, перешедший к дочери, только в 2006 году был проведён газ — губернатор Горьковской области лично наблюдал, как она первой в селе зажигала газовую плиту.
Умер 19 мая 2000 года, похоронен на кладбище села Чулково Вачского района Нижегородской области.

## Награды
В 1973 году удостоен звания Герой Социалистического Труда с вручением ордена Ленина и золотой медали «Серп и Молот»: «за большие успехи, достигнутые во Всесоюзном социалистическом соревновании, и проявленную трудовую доблесть в выполнении принятых обязательств».
Также награждён вторым орденом Ленина (1971) и орденом Трудового Красного Знамени (1966), медалями, в том числе «За трудовую доблесть», медалями ВДНХ.